# James Byers
James Byers (* 1. März 1994 in Perth) ist ein australischer Eishockeyspieler, der seit 2014 bei CBR Brave in der Australian Ice Hockey League unter Vertrag steht.   

## Karriere
James Byers begann seine Karriere als Eishockeyspieler bei den Regina Flames in der South Saskatchewan Minor Hockey League in Kanada. 2012 kehrte er Australien zurück und spielte zwei Jahre für die Canberra Knights in der Australian Ice Hockey League. Als der Hauptstadtklub nach der Spielzeit 2013 den Spielbetrieb aus finanziellen Gründen einstellen mussten, wechselte er zum Nachfolgeklub CBR Brave aus dem Vorort Phillip.

### International
Im Juniorenbereich nahm Byers für Australien an den U18-Weltmeisterschaften der Division III 2011 und der Division II 2012 sowie der U20-Weltmeisterschaften 2014 in der Division II teil. Für die Herren-Nationalmannschaft stand er bei den Weltmeisterschaften der Division II 2014, 2015 und 2016 auf dem Eis.

## Erfolge und Auszeichnungen
- 2011 Aufstieg in die Division II bei der U18-Weltmeisterschaft der Division III, Gruppe A
- 2016 Aufstieg in die Division II, Gruppe A, bei der Weltmeisterschaft der Division II, Gruppe B